# Carl Theodor Löwstädt
Carl Theodor Löwstädt (vanligtvis stavat Teodor), född 1789 i Stralsund, Svenska Pommern, död 1829 i Stockholm, var en svensk tecknare och grafiker. 
Han var far till Rudolf Löwstädt samt farfar till Emma Löwstädt-Chadwick och Eva Löwstädt-Åström.
Carl Theodor Löwstädt utförde porträtt i miniatyr och litografi och utgav bland annat en serie historiska porträtt, Porte-feuille för historiska teckningar (182229). Bland Löwstädts många karikatyrer märks en bild av Nils von Rosenstein på Nationalmuseum. På Kungliga biblioteket finns också ett flertal litografier av Löwstädt